# Uređivač teksta
Uređivač teksta (engl. text editor) je tip programa koji se koristi za uređivanje običnih tekst fajlova.
Uređivači teksta se često dobijaju sa operativnim sistemima ili paketima za razvoj softvera. Oni se koriste za menjanje konfiguracionih fajlova i uređivanje izvornog koda programskih jezika.

## Spoljašnje veze
- Tekst editor za početnike[мртва веза]
- Tekst editori